# Nomoi (musica)
I nomoi (nomos al singolare, a volte citati come nomo) nell'antica Grecia erano delle melodie prestabilite per occasioni o affetti, base di un insegnamento musicale e collegati alla teoria dell'ethos. Temi melodici costruiti secondo un modo corrispondente ad un ethos o ad una situazione emotiva. La nascita dei nomoi, infatti, è legata alla nascita di un'educazione musicale e di un ideale pedagogico che assegna alla musica una funzione etica.
Secondo la leggenda furono definiti da Terpandro nel VII sec. a.C.
Secondo Aristotele sono detti così perché prima della scrittura si cantavano le leggi (νόμος in greco significa "legge"). 
Per Platone i nomoi dovevano rappresentare, nel periodo antico, la tradizione più antica e più austera, cioè la musica concepita secondo una legge rigida, non ancora corrotta dai nuovi usi e costumi. Nella polis ideale di Platone la presenza della musica doveva essere accuratamente regolamentata, per indirizzare i suoi effetti verso uno scopo di educazione morale della futura classe dirigente. Con i nomoi, quindi, Platone definiva quell'insieme di melodie tradizionali respingendo invece le innovazioni della musica più moderna (come quella di Euripide o Timoteo). 